# ۴۵۷ (قمری)
۴۵۷ (قمری)، چهارصد و پنجاه و هفتمین سال در گاهشماری هجری قمری است. اول محرم این سال برابر با نوزدهم دسامبر سال ۱۰۶۴ میلادی است.